# Estación de Pointe du Lac
Pointe du Lac es una estación de la Línea 8 del Metro de París, ubicada en la comuna de Créteil e inaugurada el 8 de octubre de 2011. Supone la terminal oriental de la línea. 

## Historia
El STIF, órgano encargado de la ordenación del transporte en la región parisina, aprobó el anteproyecto de la ampliación de la Línea 8, del Metro de París hasta Pointe du Lac el 20 de septiembre de 2006. El 5 de marzo de 2007 se pusieron en marcha las obras. En ellas, la mayor dificultad surgió al tener que sortear la carretera RD1, una vía rápida de gran capacidad. Para ello se utilizó un salto de carnero de 80 metros de longitud y 8,20 metros de anchura que sobrevuela la vía y se sostiene sobre pilares de 80 mm de diámetro anclados a una profundidad de 18 metros. En total, la obra supuso un desembolso de 83 millones de euros.

## La estación
La estación, inaugurada el 8 de octubre de 2011, se convirtió en la nueva terminal oriental de la línea. Se sitúa en el extremo sur de Créteil, cerca del límite con Valenton, a 1,3 km al sur de la Estación de Créteil - Préfecture, antigua terminal de la línea, desde 1974 hasta 2011.
La prolongación lleva el metro parisino hasta el barrio de Pointe du Lac lo que incluye tanto instalaciones deportivas cercanas, como las usadas por la Union Sportive Créteil-Lusitanos, como la zona de negocios de Europarc. 
La estación se encuentra ubicada al norte del nuevo taller de mantenimiento de la línea, trasladado aquí tras la ampliación. 